# アンジェロ・マッツォーラ
アンジェロ・マッツォーラ（Angelo Mazzola、1887年5月11日 - 1974年10月2日）は、イタリアの作曲家・ギタリスト。
ベルガモ出身。12歳よりギターを始め、1907年にベルガモ学生合奏団を設立して首席ギター奏者を務めた。その後マッツォーラ・マンドリン四重奏団を結成し、イタリア各地で演奏した。
作曲は独学で、幻想曲、夜想曲、カンツォーネ、セレナータなどの形式を用いて、ギター独奏曲、ギターとマンドリンまたはヴァイオリンの二重奏曲、マンドリン四重奏曲、マンドリンオーケストラ曲などの作品を残した。
1923年にカルロ・ムニエル賞を受賞したほか、1954年にマンドリンオーケストラ曲の序曲「ワンダ」がルクセンブルク国際音楽コンクールで優秀賞を獲得した。
作品のカタログは1976年に日本の雑誌『フレット』により出版された。また楽譜の多くが同志社大学図書館中野譜庫に所蔵されている。